# Aleksei Tcheremisinov
Aleksei Borisovitch Tcheremisinov (em russo: Алексей Борисович Черемисинов; Moscou, 9 de Julho de 1985) é um esgrimista russo que conquistou a medalha de ouro por equipes nas Olimpíadas de 2016, além de ter alcançado um título mundial individual e quatro títulos europeus.
Tcheremisinov começou a praticar esgrima em 1995, aos dez anos de idade. No campo acadêmico, ele obteve sua graduação na Universidade Estatal de Moscou e na Academia de Cultura Física, Esportes e Turismo em Smolensk.
Em reconhecimento às suas conquistas esportivas, Tcheremisinov foi condecorado com a Ordem da Amizade e também recebeu o título de Mestre dos Esportes da Rússia.

## Palmarès
Jogos Olímpicos
| Ano  | Local          | Evento              | Posição | Ref.  |
| ---- | -------------- | ------------------- | ------- | ----- |
| 2016 | Rio de Janeiro | Florete por equipes | 1.ª     | [ 2 ] |

Campeonatos Mundiais
| Ano  | Local  | Evento              | Posição | Ref.  |
| ---- | ------ | ------------------- | ------- | ----- |
| 2014 | Cazã   | Florete individual  | 1.ª     | [ 5 ] |
| 2015 | Moscou | Florete por equipes | 2.ª     | [ 6 ] |
| 2018 | Wuxi   | Florete por equipes | 3.ª     | [ 7 ] |

Campeonatos Europeus
| Ano  | Local        | Evento              | Posição | Ref.  |
| ---- | ------------ | ------------------- | ------- | ----- |
| 2012 | Legnano      | Florete individual  | 1.ª     | [ 1 ] |
| 2016 | Toruń        | Florete por equipes | 1.ª     | [ 6 ] |
| 2018 | Novi Sad     | Florete individual  | 1.ª     | [ 8 ] |
| 2018 | Novi Sad     | Florete por equipes | 1.ª     | [ 6 ] |
| 2007 | Gante        | Florete por equipes | 2.ª     | [ 6 ] |
| 2008 | Quieve       | Florete por equipes | 2.ª     | [ 6 ] |
| 2010 | Lípsia       | Florete por equipes | 2.ª     | [ 6 ] |
| 2013 | Zagrebe      | Florete individual  | 2.ª     | [ 6 ] |
| 2014 | Estrasburgo  | Florete individual  | 2.ª     | [ 6 ] |
| 2015 | Montreux     | Florete por equipes | 2.ª     | [ 6 ] |
| 2017 | Tbilisi      | Florete por equipes | 2.ª     | [ 6 ] |
| 2011 | Sheffield    | Florete individual  | 3.ª     | [ 1 ] |
| 2011 | Sheffield    | Florete por equipes | 3.ª     | [ 6 ] |
| 2014 | Estrasburgo  | Florete por equipes | 3.ª     | [ 1 ] |
| 2019 | Dusseldórfia | Florete individual  | 3.ª     | [ 1 ] |

## Condecorações
- Ordem da Amizade (25 de agosto de 2016)[3]
- Homenageado Mestre dos Esportes da Rússia (2016)[4]